# Landunvez
Landunvez is een gemeente in het Franse departement Finistère (regio Bretagne). De plaats maakt deel uit van het arrondissement Brest. Landunvez telde op 1 januari 2022 1.548 inwoners.

## Geografie
De oppervlakte van Landunvez bedroeg op 1 januari 2022 13,53 vierkante kilometer; de bevolkingsdichtheid was toen 114,4 inwoners per km².

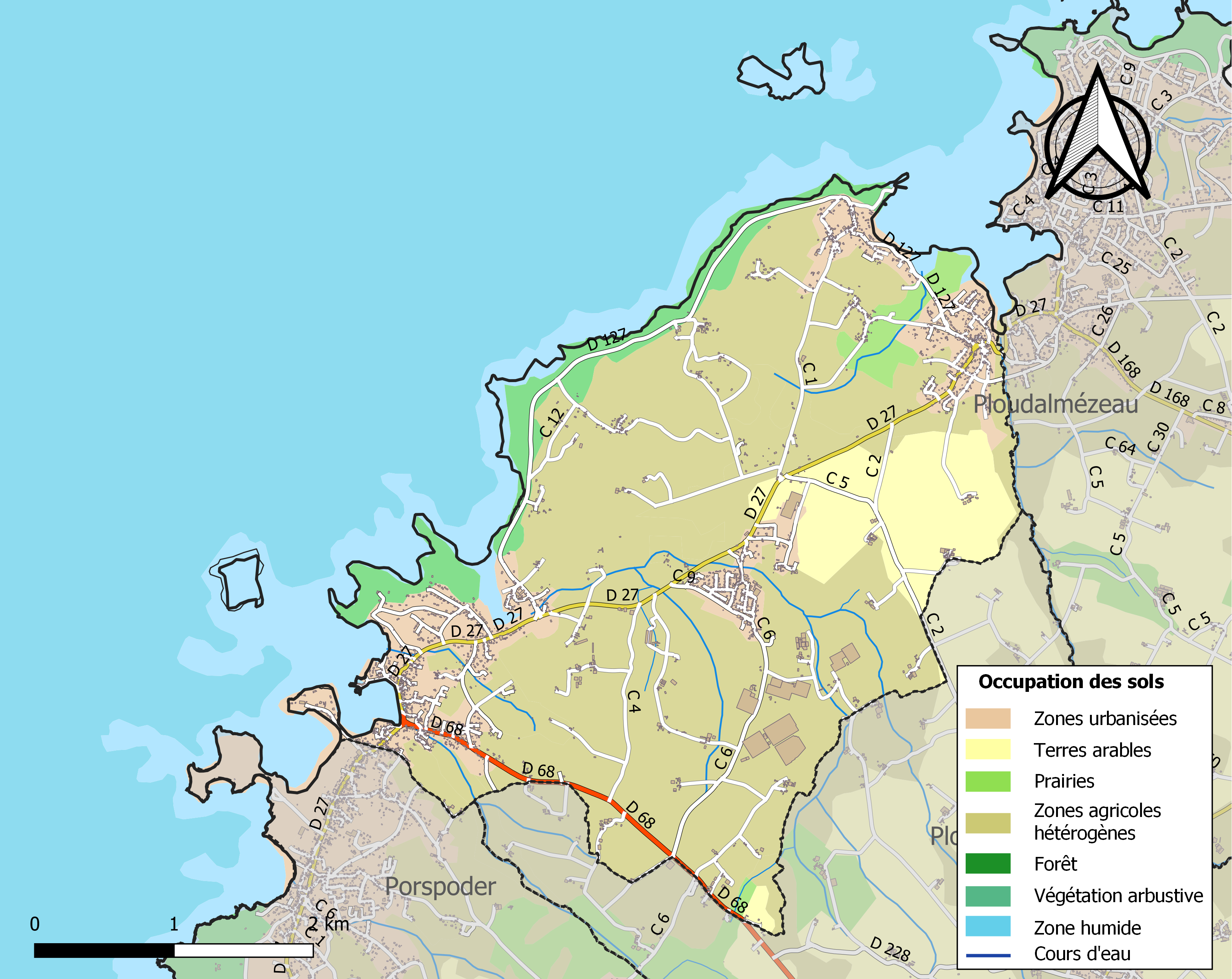
Kaart van de gemeente met belangrijkste infrastructuur, bodemgebruik en omliggende gemeenten

## Demografie
Onderstaande figuur toont het verloop van het inwonertal (bron: INSEE-tellingen).